# Сукоб у Ликошану
Сукоб у селу Ликошане (позната код Албанаца као Битка за Ћирез и Ликошане), у глоговачкој општини, десио се 28. фебруара 1998. године између ОВК и три полицијске патроле МУП-а Србије. То је био први значајнији сукоб након кога је промењен став према албанском терористичком покрету на Косову и Метохији.

## Сукоб
Сукоб је започео у 11.30 када је возило полиције упало у заседу током које је употребљен ракетни лансер и митраљез. Најближа патрола кренула је у операцију спасавања али су упали у заседу у селу Ликошане којом приликом су страдали Мирослав Вујковић (27) и Горан Радојчић (30), а Павле Дамјановић (38) и Славиша Матејић (28) су тешко рањени. Оклопно возило је послато у село као помоћ патроли. Док су прилазили селу у 12.20 из оближњих кућа је запуцано из ракетног лансера и митраљеза.
Полиција је спровела блокаду села из кога се пуцало и на хеликоптер МУП-а Србије. Током блокаде тешко су рањени припадници САЈ из Приштине Радојица Ивановић (29) и Милан Јовановић (27), који су касније подлегли ранама. У сукобила са полиција је убила 16 терориста, а деветорицу сумњивих ухапсила и одвела у Призрен.
У селу је заплењена већа количина оружја, мина и експлозива. Претрагом кућа заплењена су два тешка митраљеза, 4 пушке, 130 ручних граната, 24 минобацачке гранате, 13 килограма експлозива, 3000 метака и тд.
Након сукоба лешеви су однети у Приштинску болницу а касније су предати породицама. Аутопсија није рађена.

## Медији
Догађаји у Дреници, а пре свега у Ликошанима, Албанци су користили да представе као последицу српске репресије над недужним становништвом. Фотографисани су убијени цивили, поређани ковчези и гробови, сцене кукњаве и вапаја. Ти шокантни снимци су одлазили у свет и ситуација се у САД, Немачкој, В. Британији и Француској представљала у потпуно искривљеном огледалу.

## Суђења
Наташа Кандић оптужила је Даницу Маринковић да је, пред тридесетак полицајаца, наредила смакнуће речима: Ја ово нећу узети, убијте их. На суђењу Слободану Милошевићу у Хагу, као сведока одбране Даницу Маринковић је тужилац позвао на овај извештај што је она негирала и рекла да никада није била у селу Ликошане.

## Значај сукоба
После сукоба, британски министар спољних послова Робин Кук тражио је хитан састанак Контакт групе због „прекомерног коришћења силе“ у Ликошану.
Две године након сукоба, на Косову и Метохији је обележена прослава „Битка за Ћирез и Ликошане 28. фебруар 98 - 28 фебруар 2000“, која је представљала терористичку пропаганду. Тада је истакнуто да су: „То биле прве битке, првих јединица ОВК... против српског окупатора.“